# David Fisher (attore)
David Fisher (Norwich, 1760 – Dereham, 1832) è stato un attore teatrale inglese.

## Biografia
David Fisher appartenne ad una famiglia di attori inglesi attiva nei secoli XVIII e XIX.
Lui fu il fondatore della dinastia costituendo una sua compagnia teatrale a base famigliare con la quale girò per parecchi decenni la provincia inglese costruendo o determinando la costruzione di vari teatri, specialmente nel Nord dell'Inghilterra.
Tra i suoi successori si distinsero il figlio David (Norwich 1788-Woodbridge 1858), che fu per qualche stagione al Drury Lane di Londra, dove sostituì occasionalmente Edmund Kean in vari ruoli classici; inoltre si può menzionare il nipote David Nunn (Dereham 1816-Camden Town 1887), che fu per molti anni al Princess Theatre londinese accanto a Charles Kean e poi al Lyceum Theatre accanto ad Henry Irving.